# Mäntsälä
Mäntsälä est une municipalité du Sud de la Finlande, dans la région d'Uusimaa.

## Géographie
| Hausjärvi (Kanta-Häme)              | Kärkölä (Päijät-Häme) | Orimattila |
| Hyvinkää                            | Mäntsälä              |            |
| Tuusula, Pukkila, Askola, Järvenpää | Sipoo, Pornainen      |            |

La commune compte 16 villages répartis dans la vallée de la modeste rivière Mäntsälänjoki. Ils perdent lentement leur caractère rural en raison de la proximité d'Helsinki.
Les municipalités voisines de Mäntsälä sont Kärkölä au nord, Orimattila, Pukkila et Askola à l'est, Pornainen, Sipoo et Järvenpää au sud, Tuusula au sud-ouest ainsi que Hyvinkää et Hausjärvi à l'ouest.
Le centre de la capitale ne se situe qu'à 59 km du centre administratif. Järvenpää est à 22 km, Hyvinkää à 26, Porvoo à 39 et Lahti à 44 km.
La superficie de Mäntsälä est de 596,11 km², dont 15,26 km² d'eaux intérieures.
Les villages de Mäntsälä sont Hautjärvi, Herman Onkimaa, Hirvihaara, Kaukalimpi, Levanto, Maitoinen, Mäntsälä, Nikinoja, Numminen, Ohkola, Olkinen, Saari, Soukkio, Sulkava, Sälinkää et Sääksjärvi.
En plus de ces villages, Arola-Jokelansetu, Kaanaa, Mattila et Tikkaro sont des communautés comparables à des villages.
La rivière Mäntsälänjoki traverse Mäntsälä, elle part du lac Hunttijärvi. Du côté nord de Mäntsälä, la rivière Saarenjoki conflue avec la riviere Hirvihaaranjoki pour former la Mustijoki.
Outre le bassin versant de la Mustijoki, Mäntsälä appartient aux bassins versants de Porvoonjoki et de Vantaanjoki. Ils s'écoulent tous dans le golfe de Finlande. En plus du lac Hunttijärvi, Mäntsälä compte aussi le lac Isojärvi, le lac Keravanjärvi, le lac Kilpijärvi, le lac Sahajärvi et le lac Sääksjärvi.

## Économie
Mäntsälä abrite, entre autres, le siège et le centre logistique de Tokmanni, le centre de données de Yandex et l'usine de Rexam.

### Principales entreprises
Les principales entreprises de Mäntsälä par chiffre d'affaires sont:
| Société                             | C.A. 2023 |
| ----------------------------------- | --------- |
| Tokmanni Oy Pääkonttori             | 1000 M€   |
| Global DC Oy                        | 54 M€     |
| Vetcare Oy                          | 27 M€     |
| Ball Beverage Packaging Mäntsälä Oy | 21 M€     |
| K-Citymarket Mäntsälä               | 20 M€     |
| Retail Leasing Oy                   | 16 M€     |
| Saferoad Suomi Oy                   | 15 M€     |
| AK-Raudoitus Oy                     | 12 M€     |
| Nivos Vesi ja Lämpö Oy              | 10 M€     |
| Perustava Infra Oy                  | 7 M€      |

### Principaux employeurs
En 2023, les plus importants employeurs privés de Mäntsälä sont:
| Employeur                           | Employés |
| ----------------------------------- | -------- |
| Tokmanni Oy Pääkonttori             | 4186     |
| Ball Beverage Packaging Mäntsälä Oy | 103      |
| Saferoad Suomi Oy                   | 54       |
| Taitomanni Oy                       | 49       |
| Nivos Palvelut Oy                   | 44       |
| SB Muuraus Oy                       | 38       |
| Vetcare Oy                          | 34       |
| Attendo Kuntoutumiskoti Harjula Oy  | 32       |
| Kivivasara Logistiikkapalvelut Oy   | 32       |
| Pienryhmäkoti Tuikku Oy             | 31       |

Mäntsälä compte deux places de marché, le Kauppatori où l'on organise aussi les foires et le marche privé Rai-tori.

## Transports
La municipalité est traversée par l'autoroute Helsinki-Lahti (nationale 4 - E75), la nationale 25 et la Seututie 140 et la Kantatie 55.
Mäntsälä est aussi traversé la Kehä V et relié à Orimattila par la seututie 164, à Hollola par la seututie 295.
Depuis septembre 2006, la gare de Kerava est desservie par la voie ferrée Kerava–Lahti.

## Démographie
Depuis 1980, la démographie de Mäntsälä a évolué comme suit, :
| Année      | 1980   | 1985   | 1990   | 1995   | 2000   | 2005   |
| ---------- | ------ | ------ | ------ | ------ | ------ | ------ |
| population | 11 458 | 12 496 | 14 774 | 15 651 | 16 628 | 18 226 |

| Année      | 2010   | 2015   | 2020   |
| ---------- | ------ | ------ | ------ |
| population | 19 975 | 20 604 | 20 739 |

## Histoire
La date de fondation est généralement considérée comme étant celle de la construction de la première église, soit 1585. À cette époque Helsinki n'est qu'une bourgade sans importance. La population croît doucement pour atteindre 1 500 âmes au milieu du XVIIIe siècle.
Le XIXe siècle est celui des manoirs, les riches familles russes et finlandaises s'installant à la campagne non loin de la nouvelle capitale Helsinki. 15 sont construits dont 4 sont aujourd'hui visitables.
Mais pour les finlandais Mäntsälä évoque avant tout un épisode très controversé de l'histoire nationale, la tentative de coup d'État fasciste menée par le mouvement de Lapua en février-mars 1932 et connue sous le nom de Rébellion de Mäntsälä (Mäntsälän kapina en finnois).
Aujourd'hui, la tendance de la commune est à la rurbanisation, et à une augmentation très rapide de sa population, au moins 2 % par an depuis 20 ans.
Mäntsälä a accueilli les Asuntomessut en 1992.

## Personnalités
- Markku Niinimäki
- Adolf Erik Nordenskiöld
- Väinö Nuorteva
- Elisabeth Rehn
- Antti Rinne
- Theodor Sederholm
- Hans Henrik Stjernvall
- Mauno Suni
- Jussi Sydänmaa
- Teuvo Varjas
- Oskari Vilamo

## Galerie

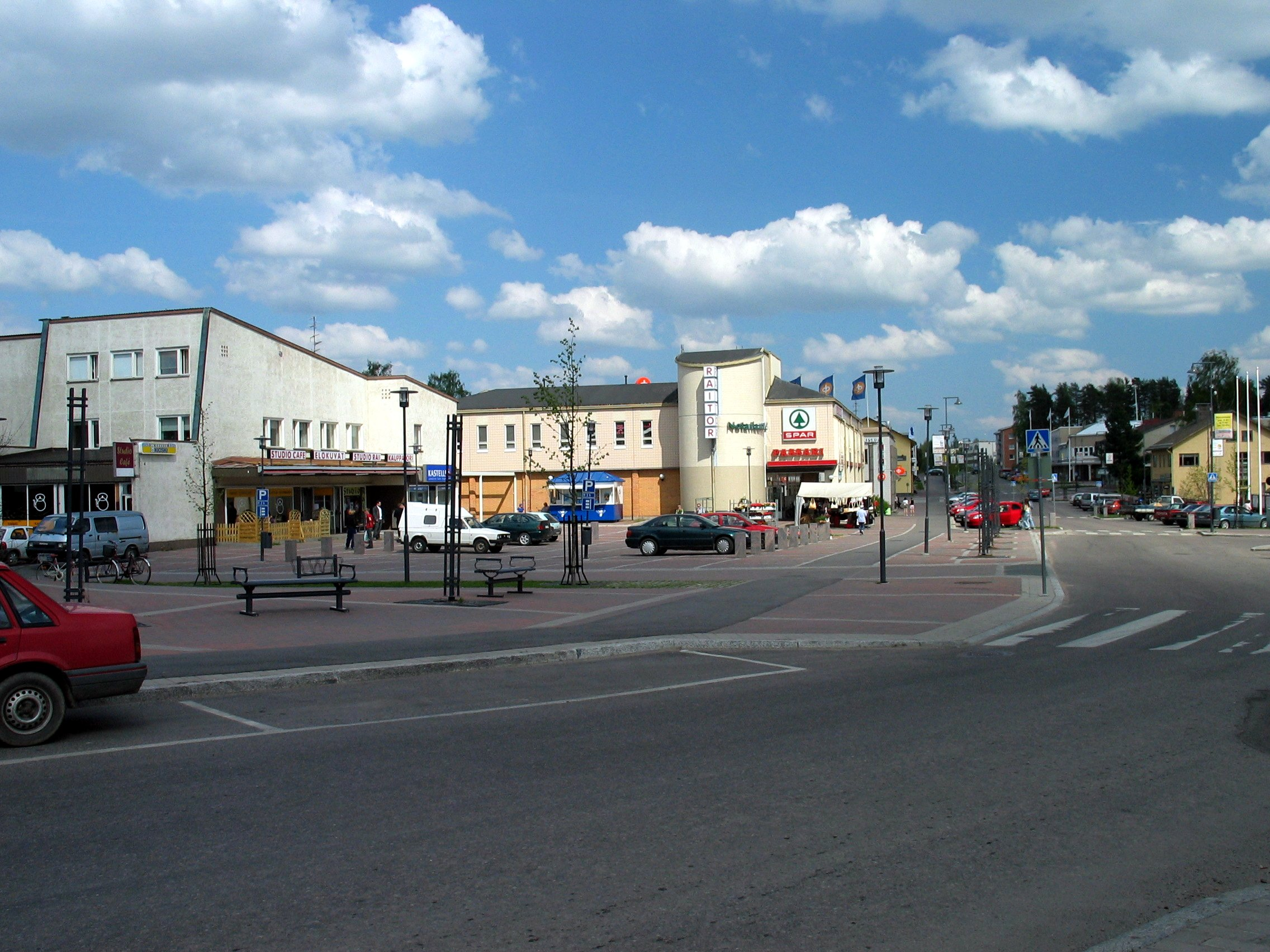
Le centre-ville.
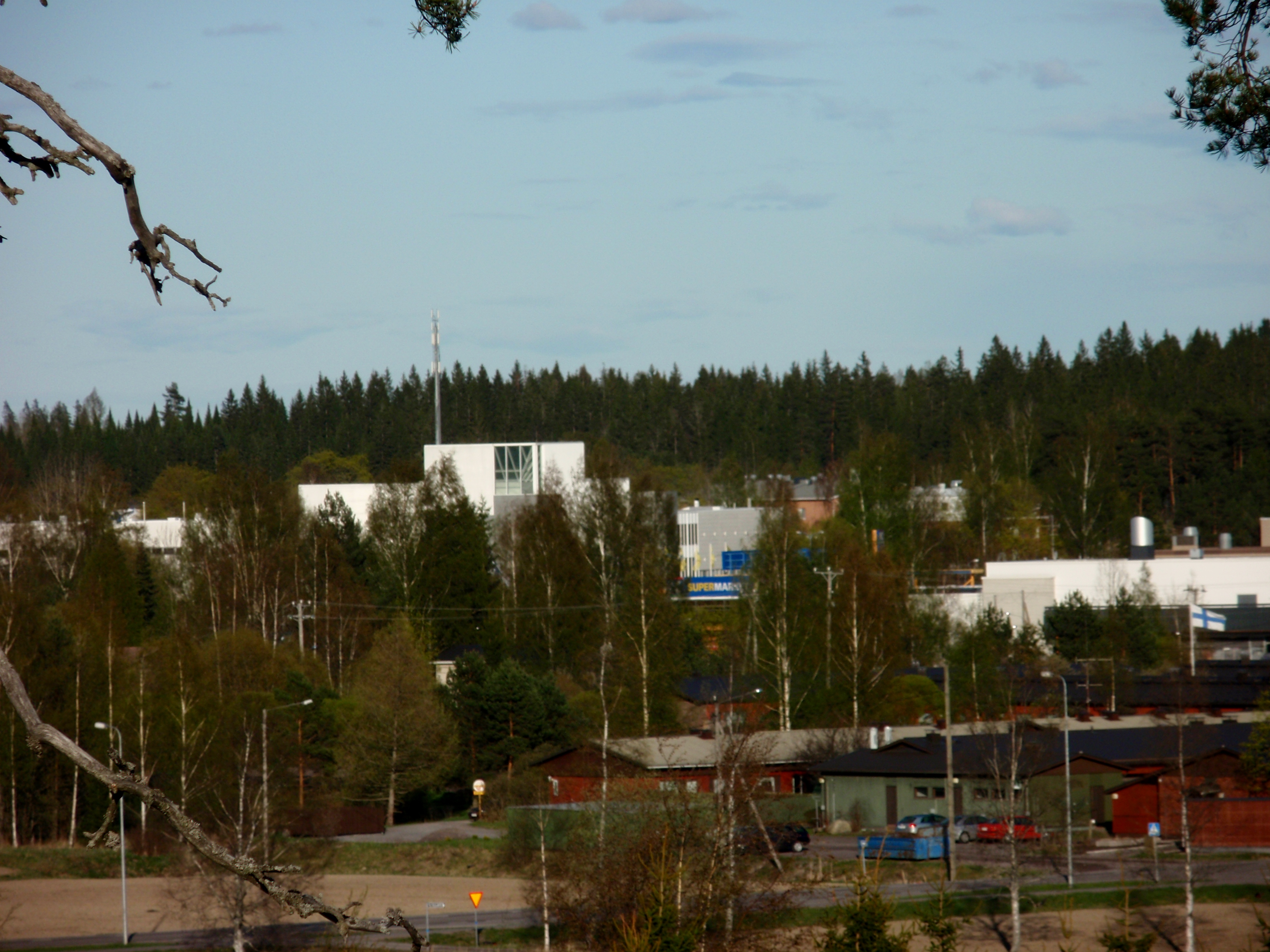
La mairie.
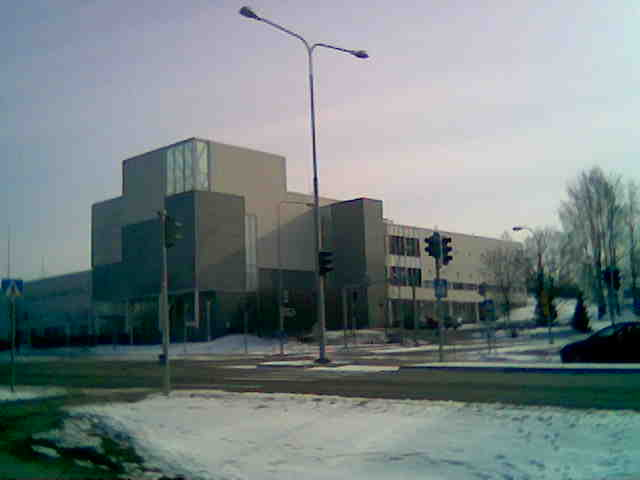
La mairie.
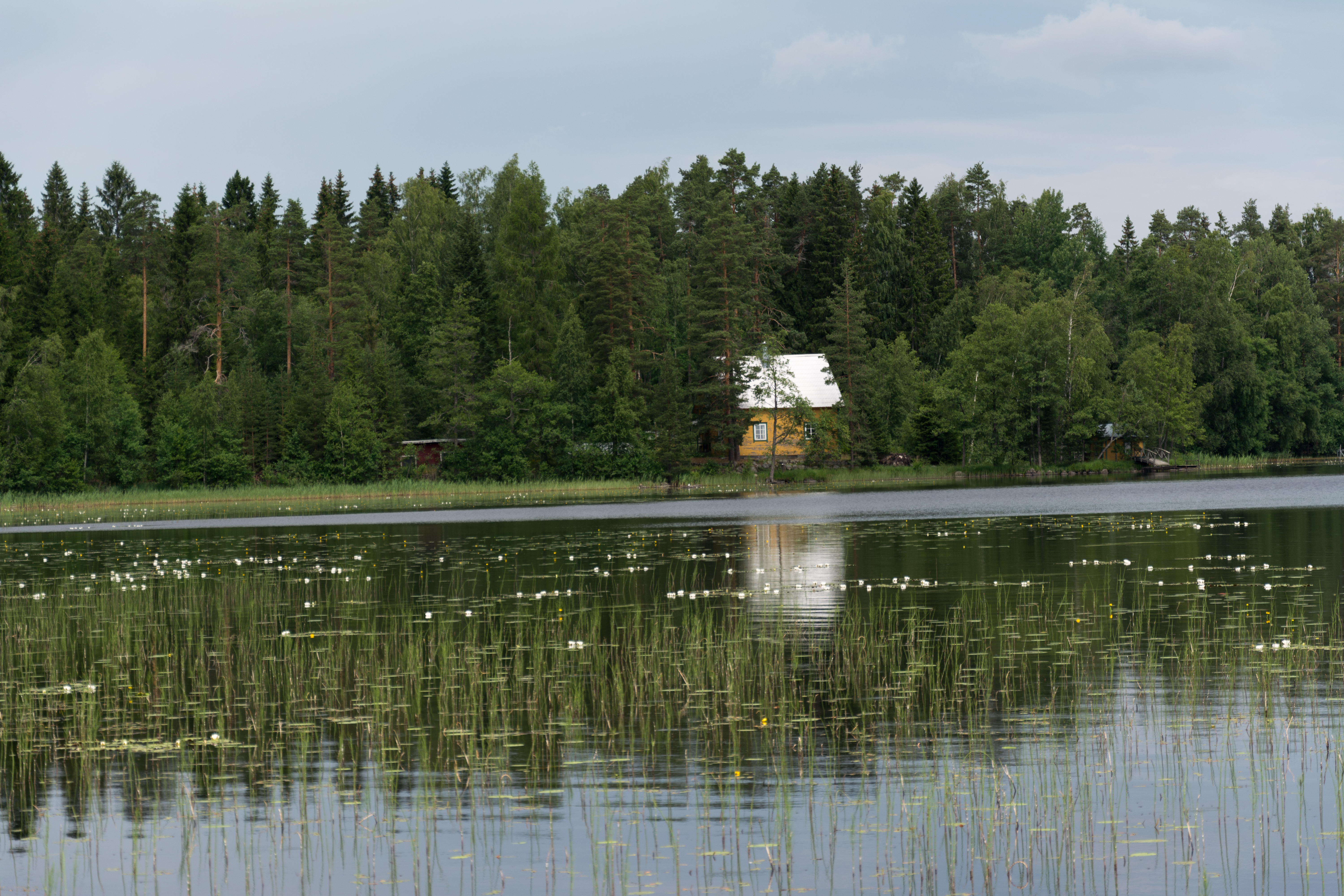
Le lac Keravanjärvi.
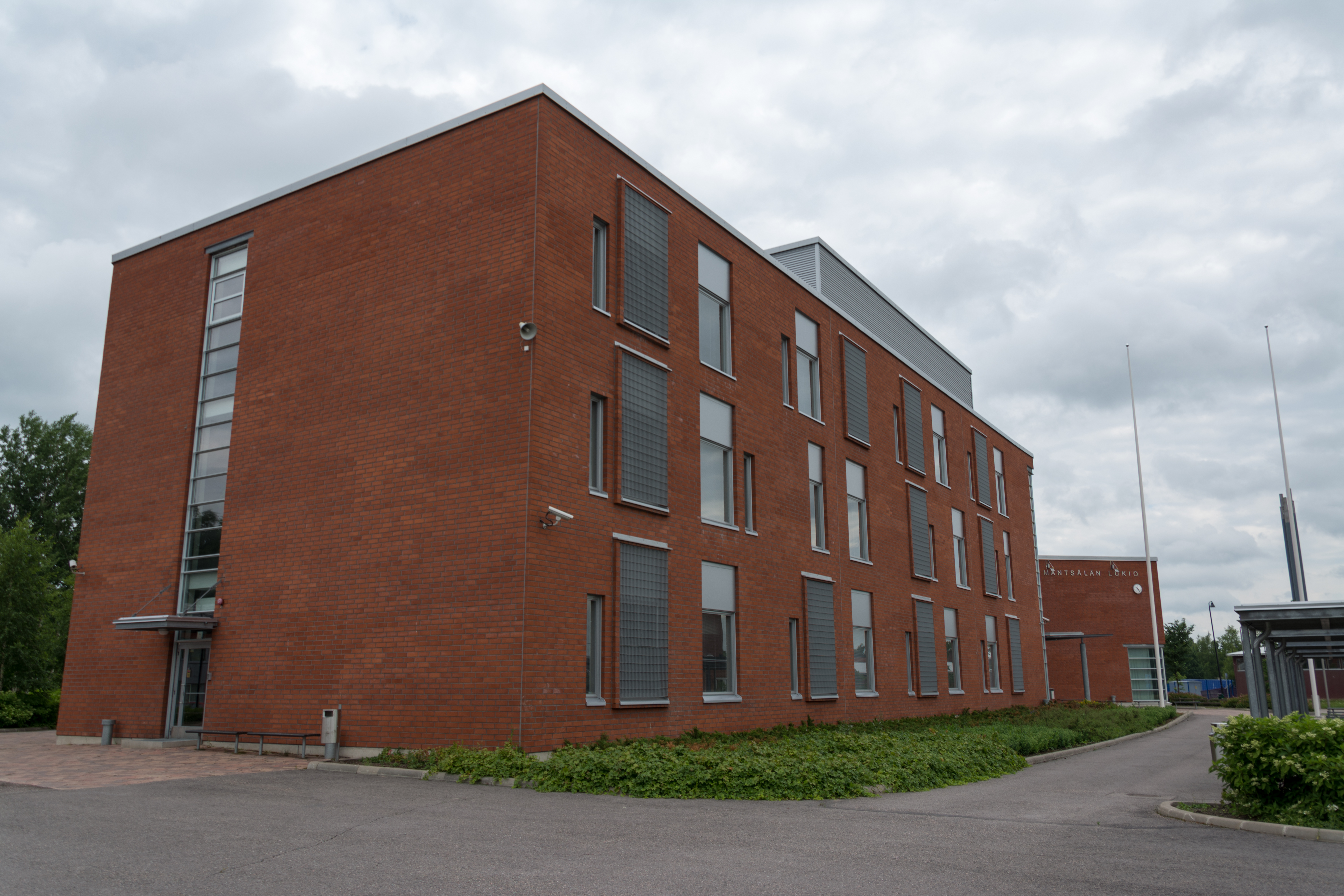
Le lycée.
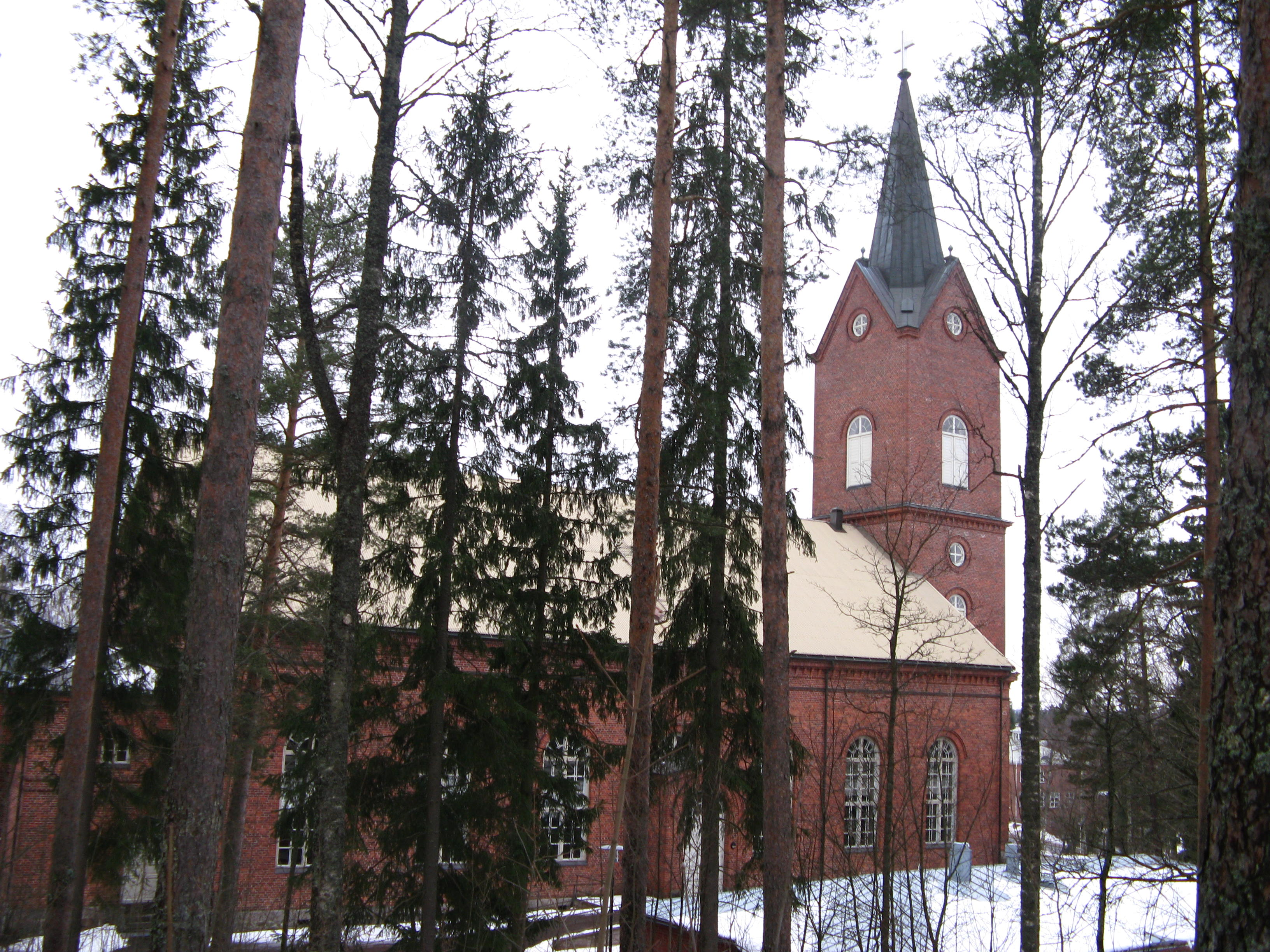
L'église de Mäntsälä.
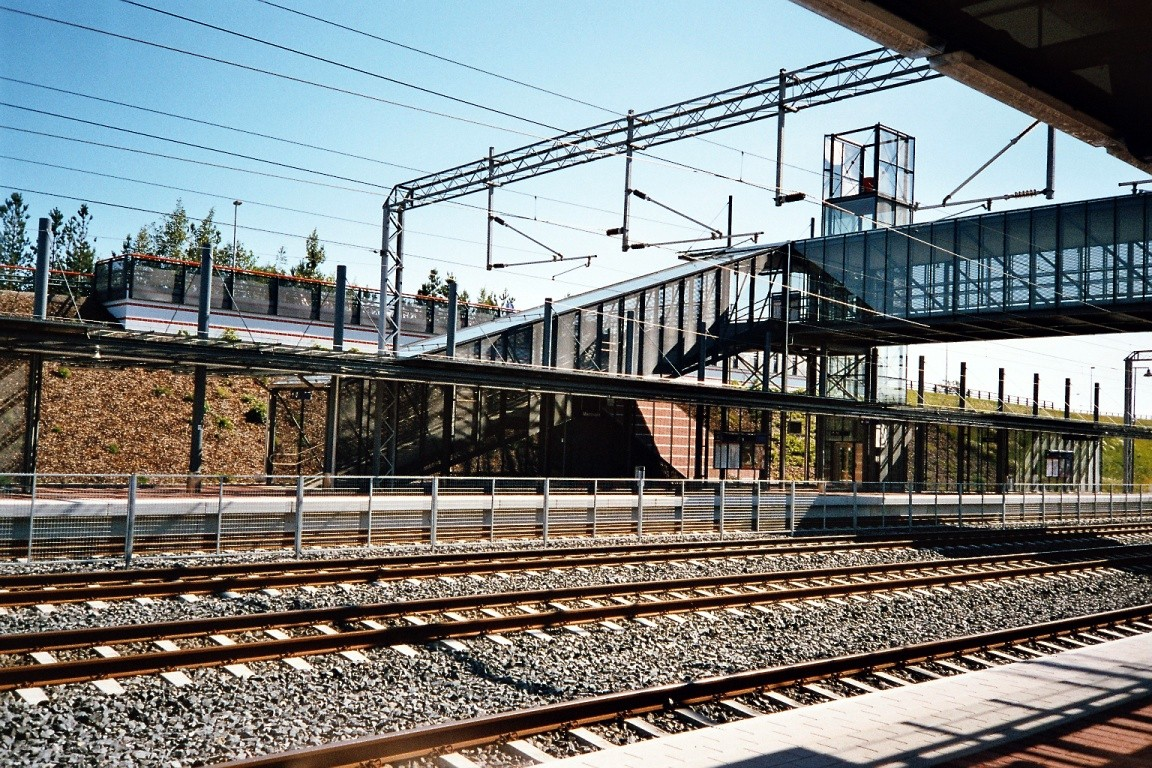
La gare de Mäntsälä.